# Bijagual (Panama)
Pour les articles homonymes, voir Bijagual.
Bijagual est un corregimiento situé dans le district de David, province de Chiriquí, au Panama. En 2010, la localité comptait 732 habitants.